# 无聊公司
无聊公司，又譯鑽洞公司是由伊隆·马斯克创立的美国基础设施和隧道建设公司。尽管其目前的项目是为城市内部交通系统而设计，但该公司表示，霍桑的试验隧道可以用于超级高铁研发，而目前在建的隧道也支持最终过渡到城际超级高铁。
无聊公司已在洛杉矶县完成了一条用于测试超级高铁和以特斯拉電動車为载具的隧道，还正在拉斯维加斯建设另一条可以运行特斯拉電動車的隧道。另外还有两条隧道尚待批准，其中一条连接华盛顿特区和巴尔的摩，另一条会把道奇体育场与洛杉矶其余地区连接起来。
马斯克表示成立无聊公司的动机是洛杉矶交通问题以及当前二维运输网络的局限性。无聊公司最初是SpaceX的子公司，在2018年成为独立公司。截至2018年12月，马斯克拥有90％的股份，因为公司初创时期利用了SpaceX的资源，SpaceX拥有6％的股份。2019年的外部投资改变了股权格局。

## 公司历史

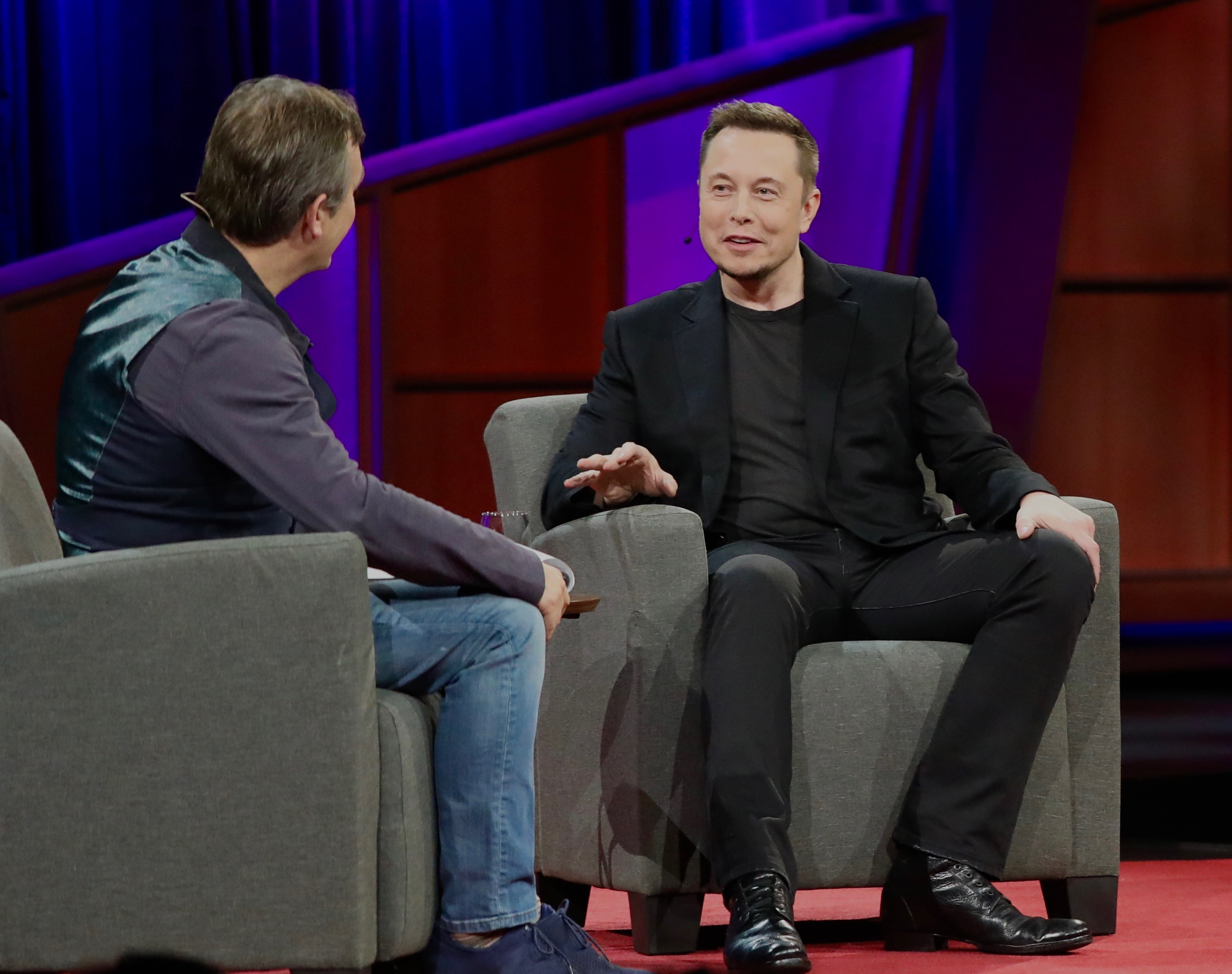
2017年伊隆·马斯克在TED大会上谈论无聊公司。

伊隆·马斯克在2016年12月对外提到无聊公司。2017年2月，该公司已开始在SpaceX位于霍索恩办公区挖掘30英尺（9.1）宽，50英尺（15）长，15英尺（4.6）深的测试沟槽，因为在这个区域内施工无需任何许可。一个星期五下午，当听到需要至少两周才能把员工的车从停车场挪走以开始挖掘之后，马斯克说：“今天就开始，全天24小时不间断地挖，看看到星期天下午能挖多大。”那天晚些时候，汽车就都不见了，地上则出现了一个洞。 (原文：Beyond all this, most maddening or exciting for Musk's employees, depending on which one you ask, is the time scale on which he often expects work to be done. For example, one Friday when I was visiting, a few SpaceX staff members were frantically rushing back and forth from the office to the parking lot across the street. It turns out that during a meeting, he asked them how long it would take to remove staff cars from the lot and start digging the first hole for the Boring Company tunnel. The answer: two weeks.
Musk asked why, and when he gathered the necessary information, he concluded, "Let's get started today and see what's the biggest hole we can dig between now and Sunday afternoon, running 24 hours a day." Within three hours, the cars were gone and there was a hole in the ground.）
在2017年4月的TED大会上的一次采访中，马斯克估计，无聊公司占用了他2％至3％的时间，是他的个人爱好。
2017年3月，马斯克宣布，公司4月将开始使用隧道掘进机在SpaceX上挖掘实用的隧道。2017年4月底，在SpaceX出现了侧面印有无聊公司的掘进机。这台机器的名称“戈多”于2017年5月公开，源自萨缪尔·贝克特的戏剧等待戈多。之后的掘进机也都以诗歌和戏剧来命名。马斯克表示第一条路线会从洛杉矶国际机场开始，经卡尔弗市，再到圣莫尼卡，终点在西木区。他声称，地上行驶（从机场到西木区）需要45分钟，而使用隧道只需要5分钟。按计划，汽车会被放在电动雪橇上，并以120英里每小時（190每小時）的速度通过隧道。2017年11月，无聊公司向洛杉矶政府监管机构提出许可申请，要求修建一条从霍桑出发，沿405号州际公路通往西木区的隧道。
与洛杉矶项目同时宣布的还有纽约到华盛顿特区地下运行的超级高铁（密封管）。马斯克声称从一个市中心到另一个市中心只需29分钟。 
其他可能的项目包括从一条旧金山到洛杉矶，以及一条在德克萨斯州的超级高铁。
2017年7月，马斯克上传了一段视频，展示了汽车电梯原型的测试情况。 10月，马斯克透露第二台隧道掘进机名为“线风暴”，以罗伯特·弗罗斯特的诗作《线风暴之歌》命名。

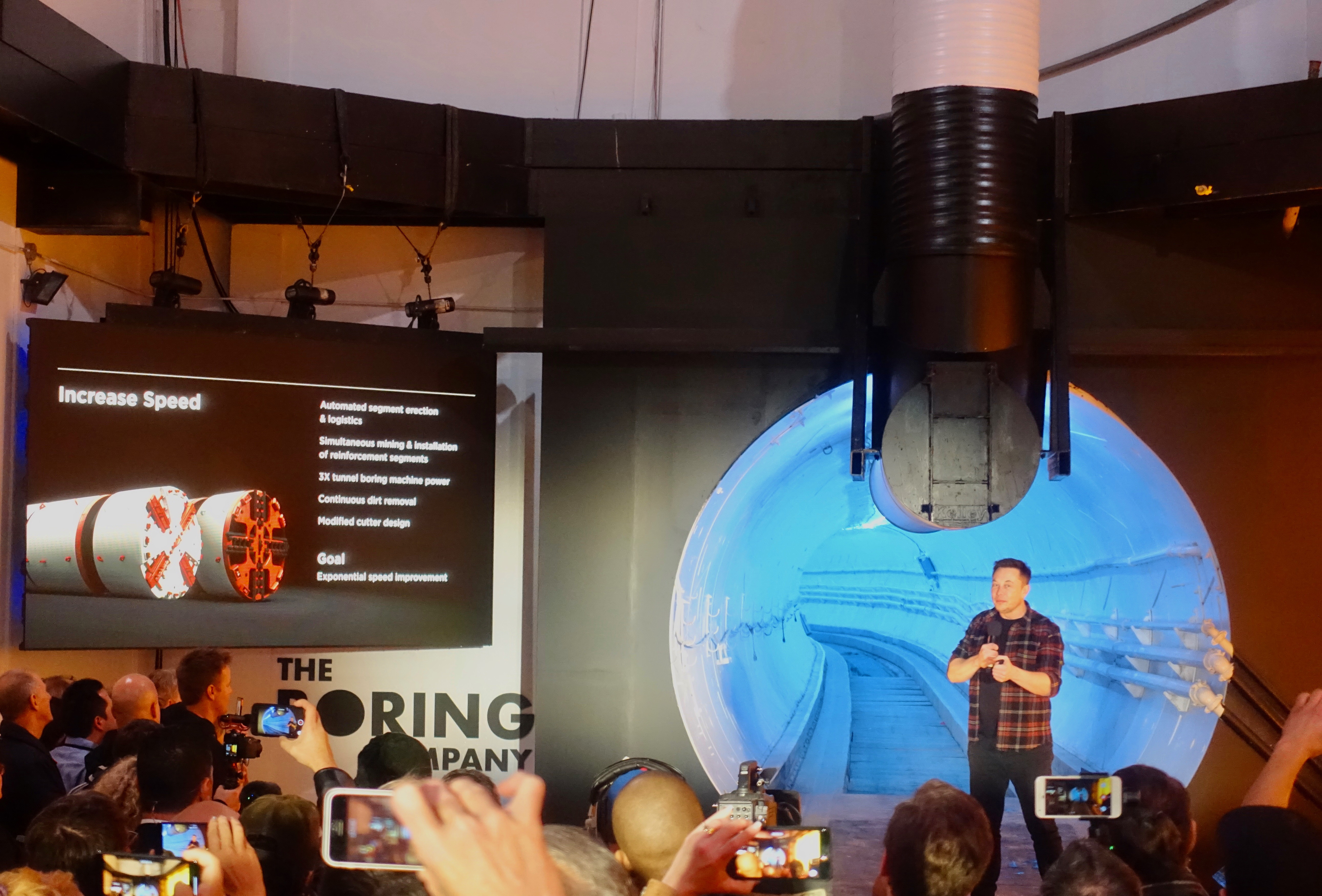
伊隆·马斯克在加利福尼亚州霍桑市的测试隧道揭幕仪式上

2018年3月，马斯克宣布该公司调整了计划，将优先考虑行人和骑自行车的人；只有在满足所有其他“个性化公共交通需求”之后，才会考虑运送汽车。
在2018年初，无聊公司从SpaceX分拆出来，成为一个独立的公司实体。早期员工的权益不到10％，伊隆·马斯克所持有的则超过90％。由于SpaceX股东的不满，无聊公司于2018年12月把6％的股权分配给SpaceX。
2018年12月，无聊公司向公众展示了位于霍桑的1英里（1.6）长的测试隧道。
2018年，无聊公司从内部筹集了1.13亿美元。2019年7月，无聊公司获得了第一笔外部投资，向多家风险投资公司出售了价值1.2亿美元的股票。
2019年11月，史蒂夫·戴维斯（Steve Davis）成为无聊公司的总裁。戴维斯2003年加入SpaceX，是其最早的雇员之一，他拥有粒子物理学和航空太空工程双硕士学位。在管理SpaceX华盛顿特区办公室同时，他还在攻读经济学博士学位。他2010年时撰写了有关美元贬值的论文，他还开设了一家酒吧，“成为华盛顿最早接受比特币的餐厅之一”。
2020年11月，无聊公司宣布要在德克萨斯州奥斯汀市招聘多个职位。12月，该公司在奥斯汀市东北一座14英亩的工业园区里租用了两栋建筑，距离特斯拉得克萨斯超级工厂约16英里（26）。